# Olle Krantz
Per Olof "Olle" Krantz, född 18 december 1906 i Visingsö socken, Jönköpings län, död där 19 april 1999, var en svensk konstnär. Han var morbror till musikern Fred Sjöberg.
Olle Krantz växte upp på Visingsö och arbetade till en början i affär. På fritiden började han måla och 1951 tog han steget och slutade som Konsumföreståndare. Han studerade på Konstfacks TBV-kurser, på Gerlesborgsskolan i Bohuslän samt på Ölands Skogsby. Han målade i olja, gjorde skulpturer och skapade museet Tempelgården på Visingsö. Han köpte 1956 byggnaden, som var en kopia av Parthenon i Aten, av Teosofiska samfundet och flyttade den till sin egen mark på ön. Där visas än i dag Olle Krantz målningar och skulpturer. Ända in på 1990-talet verkade han som konstnär.
Han gifte sig 1930 med Rut Carlsson (1906–1969). De är begravda på Visingsö kyrkogård.